# Attention (пісня)
«Attention» (укр. Увага) — пісня у виконанні литовської співачки Вілії Матачюнайте, з якою вона представила Литву на конкурсі пісні «Євробачення 2014». 

## Відбір
Виконавець для пісні обраний 1 березня 2014 шляхом національного відбору, який дозволив Вілії представити свою країну на міжнародному конкурсі пісні «Євробачення 2014» у Копенгагені, Данія. 